# Letonia en los Juegos Olímpicos de Atenas 2004
Letonia estuvo representada en los Juegos Olímpicos de Atenas 2004 por un total de 32 deportistas que compitieron en 11 deportes.  
El portador de la bandera en la ceremonia de apertura fue el atleta Vadims Vasiļevskis.

## Medallistas
El equipo olímpico letón obtuvo las siguientes medallas:
| Nombre               | Deporte            | Competición      |
| -------------------- | ------------------ | ---------------- |
| Oro                  |                    |                  |
| —                    |                    |                  |
| Plata                |                    |                  |
| Vadims Vasiļevskis   | Atletismo          | Jabalina M       |
| Jevgēņijs Saproņenko | Gimnasia artística | Salto de potro M |
| Viktors Ščerbatihs   | Halterofilia       | +105 kg M        |
| Jeļena Rubļevska     | Pentatlón moderno  | Individual F     |
| Bronce               |                    |                  |
| —                    |                    |                  |